# Bejjavalli, Tirthahalli
Bejjavalli là một làng thuộc tehsil Tirthahalli, huyện Shimoga, bang Karnataka, Ấn Độ.